# 2003年ワールドカップバレーボール
2003年ワールドカップバレーボールは、2003年に日本で開催されたバレーボールワールドカップ。女子大会は11月1日 から11月15日まで、男子大会は11月16日から11月30日まで開催された。

## 試合形式
参加12チームによる1回戦総当りのリーグ戦（シングル・ラウンド方式）。

## 会場
12都市、14会場
| 女子 | 女子   | 女子                     | 女子   | 女子   | 女子                 | 女子   |
|      | A      | A                        | A      | B      | B                    | B      |
| ---- | ------ | ------------------------ | ------ | ------ | -------------------- | ------ |
| 1    | 東京   | 国立代々木第一体育館     | 12,000 | 鹿児島 | 鹿児島アリーナ       | 5,000  |
| 2    | 名古屋 | 名古屋レインボーホール   | 9,000  | 仙台   | 仙台市体育館         | 7,000  |
| 3    | 札幌   | 北海道立総合体育センター | 10,000 | 富山   | 富山市総合体育館     | 5,000  |
| 4    | 大阪   | なみはやドーム           | 10,000 | 大阪   | 大阪府立体育会館     | 6,000  |
| 男子 |        |                          |        |        |                      |        |
|      | A      | A                        | A      | B      | B                    | B      |
| 1    | 東京   | 国立代々木第一体育館     | 12,000 | 長野   | ホワイトリング       | 5,000  |
| 2    | 広島   | 広島グリーンアリーナ     | 8,000  | 浜松   | 浜松アリーナ         | 5,000  |
| 3    | 福岡   | マリンメッセ福岡         | 9,000  | 岡山   | 岡山市総合文化体育館 | 8,000  |
| 4    | 東京   | 国立代々木第一体育館     | 12,000 | 東京   | 東京体育館           | 10,000 |

## 女子競技

### 出場国
アジア
- 中国（アジア選手権2003 優勝）
- 韓国（アジア選手権2003 3位）
- 日本（開催国）

アフリカ
- エジプト（アフリカ選手権2003 優勝）

北中米
- アメリカ合衆国（北中米選手権2003 優勝）
- キューバ（北中米選手権2003 準優勝）
- ドミニカ共和国（ワイルドカード）

南米
- ブラジル（南米選手権2003 優勝）
- アルゼンチン（南米選手権2003 準優勝）

ヨーロッパ
- ポーランド（ヨーロッパ選手権2003 優勝）
- トルコ（ヨーロッパ選手権2003 準優勝）
- イタリア（ワイルドカード）

### 第1ラウンド

#### A会場（東京・国立代々木第一体育館）
| 韓国         | 2 - 3 | アメリカ合衆国 |
| イタリア     | 3 - 0 | エジプト       |
| アルゼンチン | 0 - 3 | 日本           |

| アメリカ合衆国 | 3 - 0 | アルゼンチン |
| イタリア       | 3 - 0 | 韓国         |
| 日本           | 3 - 0 | エジプト     |

| エジプト       | 0 - 3 | アルゼンチン |
| アメリカ合衆国 | 3 - 0 | イタリア     |
| 日本           | 3 - 2 | 韓国         |

#### B会場（鹿児島・鹿児島アリーナ）
| ドミニカ共和国 | 1 - 3 | キューバ   |
| ブラジル       | 1 - 3 | 中国       |
| トルコ         | 2 - 3 | ポーランド |

| ドミニカ共和国 | 3 - 1 | ポーランド |
| 中国           | 3 - 0 | キューバ   |
| ブラジル       | 3 - 1 | トルコ     |

| 中国       | 3 - 0 | ドミニカ共和国 |
| ポーランド | 0 - 3 | ブラジル       |
| キューバ   | 2 - 3 | トルコ         |

### 第2ラウンド

#### A会場（名古屋・名古屋レインボーホール）
| アメリカ合衆国 | 3 - 0 | エジプト     |
| 韓国           | 3 - 0 | アルゼンチン |
| イタリア       | 3 - 1 | 日本         |

| エジプト     | 0 - 3 | 韓国           |
| アルゼンチン | 0 - 3 | イタリア       |
| 日本         | 0 - 3 | アメリカ合衆国 |

#### B会場（仙台・仙台市体育館）
| キューバ | 3 - 0 | ポーランド     |
| ブラジル | 3 - 2 | ドミニカ共和国 |
| 中国     | 3 - 1 | トルコ         |

| ポーランド | 0 - 3 | 中国           |
| トルコ     | 3 - 0 | ドミニカ共和国 |
| キューバ   | 2 - 3 | ブラジル       |

### 第3ラウンド

#### A会場（札幌・北海道立総合体育センター）
| アメリカ合衆国 | 2 - 3 | ポーランド     |
| イタリア       | 3 - 0 | ドミニカ共和国 |
| 日本           | 3 - 0 | トルコ         |

| イタリア       | 3 - 0 | ポーランド     |
| アメリカ合衆国 | 3 - 2 | トルコ         |
| 日本           | 3 - 1 | ドミニカ共和国 |

| アメリカ合衆国 | 3 - 0 | ドミニカ共和国 |
| イタリア       | 3 - 1 | トルコ         |
| 日本           | 3 - 2 | ポーランド     |

#### B会場（富山・富山市総合体育館）
| キューバ | 3 - 0 | アルゼンチン |
| ブラジル | 3 - 0 | エジプト     |
| 中国     | 3 - 0 | 韓国         |

| キューバ | 3 - 0 | エジプト     |
| 中国     | 3 - 0 | アルゼンチン |
| ブラジル | 3 - 0 | 韓国         |

| キューバ | 3 - 2 | 韓国         |
| ブラジル | 3 - 0 | アルゼンチン |
| 中国     | 3 - 0 | エジプト     |

### 第4ラウンド

#### A会場（大阪・なみはやドーム）
| イタリア       | 0 - 3 | キューバ |
| アメリカ合衆国 | 2 - 3 | 中国     |
| 日本           | 0 - 3 | ブラジル |

| アメリカ合衆国 | 0 - 3 | ブラジル |
| イタリア       | 0 - 3 | 中国     |
| 日本           | 3 - 2 | キューバ |

| アメリカ合衆国 | 3 - 0 | キューバ |
| イタリア       | 1 - 3 | ブラジル |
| 日本           | 0 - 3 | 中国     |

#### B会場（大阪・大阪府立体育会館）
| ドミニカ共和国 | 0 - 3 | 韓国         |
| ポーランド     | 3 - 0 | アルゼンチン |
| トルコ         | 3 - 0 | エジプト     |

| ポーランド     | 3 - 0 | 韓国         |
| トルコ         | 3 - 0 | アルゼンチン |
| ドミニカ共和国 | 3 - 0 | エジプト     |

| トルコ         | 3 - 0 | 韓国         |
| ドミニカ共和国 | 3 - 1 | アルゼンチン |
| ポーランド     | 3 - 0 | エジプト     |

### 最終結果
| 2003女子ワールドカップ優勝国      |
| --------------------------------- |
| · 中華人民共和国 · 5大会ぶり3回目 |

| 順位 | 国             |
| ---- | -------------- |
| 1    | 中国           |
| 2    | ブラジル       |
| 3    | アメリカ合衆国 |
| 4    | イタリア       |
| 5    | 日本           |
| 6    | キューバ       |
| 7    | トルコ         |
| 8    | ポーランド     |
| 9    | 韓国           |
| 10   | ドミニカ共和国 |
| 11   | アルゼンチン   |
| 12   | エジプト       |

### 個人賞（女子）
- MVP -  マウゴジャータ・グリンカ
- ベスト・スコアラー -  マウゴジャータ・グリンカ
- ベスト・スパイカー -  趙蕊蕊
- ベスト・ブロッカー -  バレスカ・メネセス
- ベスト・サーバー -  ソイラ・バロス
- ベスト・セッター -  馮坤
- ベスト・リベロ -  アルレネ・シャビエル
- Special award to Japan’s -  竹下佳江

## 男子競技

### 出場国
アジア
- 韓国：アジア選手権2003 優勝
- 中国：アジア選手権2003 準優勝
- 日本：開催国

アフリカ
- チュニジア：アフリカ選手権2003 優勝
- エジプト：ワイルドカード

北中米
- アメリカ合衆国：北中米選手権2003 優勝
- カナダ：北中米選手権2003 準優勝

南米
- ブラジル：南米選手権2003 優勝
- ベネズエラ：南米選手権2003 準優勝

ヨーロッパ
- イタリア：ヨーロッパ選手権2003 優勝
- フランス：ヨーロッパ選手権2003 準優勝
- セルビア・モンテネグロ：ワイルドカード

### 第1ラウンド

#### A会場（東京・国立代々木第一体育館）
| 中国   | 0 - 3 | セルビア・モンテネグロ |
| カナダ | 0 - 3 | アメリカ合衆国         |
| 日本   | 3 - 0 | エジプト               |

| エジプト               | 0 - 3 | カナダ         |
| セルビア・モンテネグロ | 3 - 0 | アメリカ合衆国 |
| 日本                   | 3 - 1 | 中国           |

| 11月18日 \| 中国 \| 1 - 3 \| アメリカ合衆国 \| \| エジプト \| 1 - 3 \| セルビア・モンテネグロ \| \| 日本 \| 3 - 2 \| カナダ \| |       |                        |
| 中国 | 1 - 3 | アメリカ合衆国         |
| エジプト | 1 - 3 | セルビア・モンテネグロ |
| 日本 | 3 - 2 | カナダ                 |

#### B会場（長野・ホワイトリング）
| イタリア | 3 - 0 | チュニジア |
| フランス | 3 - 0 | ベネズエラ |
| 韓国     | 0 - 3 | ブラジル   |

| チュニジア | 0 - 3 | 韓国     |
| ベネズエラ | 0 - 3 | イタリア |
| フランス   | 1 - 3 | ブラジル |

| ブラジル | 3 - 0 | ベネズエラ |
| フランス | 3 - 2 | チュニジア |
| イタリア | 3 - 1 | 韓国       |

### 第2ラウンド

#### A会場（広島・広島グリーンアリーナ）
| カナダ | 1 - 3 | セルビア・モンテネグロ |
| 中国   | 3 - 0 | エジプト               |
| 日本   | 1 - 3 | アメリカ合衆国         |

| エジプト | 1 - 3 | アメリカ合衆国         |
| カナダ   | 3 - 2 | 中国                   |
| 日本     | 1 - 3 | セルビア・モンテネグロ |

#### B会場（浜松・浜松アリーナ）
| フランス   | 1 - 3 | 韓国       |
| チュニジア | 0 - 3 | ベネズエラ |
| ブラジル   | 3 - 1 | イタリア   |

| ブラジル | 3 - 0 | チュニジア |
| 韓国     | 3 - 1 | ベネズエラ |
| フランス | 0 - 3 | イタリア   |

### 第3ラウンド

#### A会場（福岡・マリンメッセ福岡）
| アメリカ合衆国         | 3 - 0 | チュニジア |
| セルビア・モンテネグロ | 3 - 0 | 韓国       |
| 日本                   | 0 - 3 | ベネズエラ |

| アメリカ合衆国         | 3 - 0 | 韓国       |
| セルビア・モンテネグロ | 3 - 0 | ベネズエラ |
| 日本                   | 2 - 3 | チュニジア |

| セルビア・モンテネグロ | 3 - 0 | チュニジア |
| アメリカ合衆国         | 3 - 0 | ベネズエラ |
| 日本                   | 0 - 3 | 韓国       |

#### B会場（岡山・岡山市総合文化体育館）
| イタリア | 3 - 0 | カナダ   |
| ブラジル | 3 - 1 | 中国     |
| フランス | 3 - 0 | エジプト |

| ブラジル | 3 - 0 | カナダ   |
| イタリア | 3 - 0 | エジプト |
| フランス | 3 - 1 | 中国     |

| ブラジル | 3 - 0 | エジプト |
| フランス | 3 - 0 | カナダ   |
| イタリア | 3 - 0 | 中国     |

### 第4ラウンド

#### A会場（東京・代々木第一体育館）
| イタリア | 3 - 0 | アメリカ合衆国         |
| ブラジル | 3 - 1 | セルビア・モンテネグロ |
| 日本     | 0 - 3 | フランス               |

| ブラジル | 3 - 0 | アメリカ合衆国         |
| フランス | 3 - 1 | セルビア・モンテネグロ |
| 日本     | 1 - 3 | イタリア               |

| フランス | 1 - 3 | アメリカ合衆国         |
| イタリア | 1 - 3 | セルビア・モンテネグロ |
| 日本     | 0 - 3 | ブラジル               |

#### B会場（東京・東京体育館）
| 中国     | 1 - 3 | ベネズエラ |
| カナダ   | 3 - 0 | チュニジア |
| エジプト | 3 - 2 | 韓国       |

| カナダ   | 3 - 1 | ベネズエラ |
| エジプト | 1 - 3 | チュニジア |
| 中国     | 0 - 3 | 韓国       |

| エジプト | 1 - 3 | ベネズエラ |
| 中国     | 3 - 1 | チュニジア |
| カナダ   | 3 - 2 | 韓国       |

### 最終結果
| 2003男子ワールドカップ優勝国 |
| ---------------------------- |
| · ブラジル · 初優勝          |

| 順位 | 国                     |
| ---- | ---------------------- |
| 1    | ブラジル               |
| 2    | イタリア               |
| 3    | セルビア・モンテネグロ |
| 4    | アメリカ合衆国         |
| 5    | フランス               |
| 6    | 韓国                   |
| 7    | カナダ                 |
| 8    | ベネズエラ             |
| 9    | 日本                   |
| 10   | 中国                   |
| 11   | チュニジア             |
| 12   | エジプト               |

### 個人賞（男子）
- MVP -  山本隆弘
- ベスト・スコアラー -  山本隆弘
- ベスト・スパイカー -  ジオバーニ・ガビオ
- ベスト・ブロッカー -  アンドリヤ・ゲリッチ
- ベスト・サーバー -  アンドレア・サルトレッティ
- ベスト・セッター -  ニコラ・グルビッチ
- ベスト・リベロ -  セルジオ・ドゥトラ・サントス

## 大会協賛
- 特別協賛
  - NISSAN(男子)
  - HEIWA(女子)
- 公式飲料
  - サントリー(男子)
  - 明治乳業(女子)